# کوپریونا (پرییپوی)
کوپریونا (به صربی: Koprivna) یک منطقهٔ مسکونی در صربستان است که در پریژپولجه واقع شده‌است. کوپریونا ۴۹ نفر جمعیت دارد.